# Мэльчиоре, Джо
Джо Мэльчиоре (англ. Joe Melchiore) — американский борец вольного стиля, тренер.

## Спортивные достижения
- 7 место на чемпионате мира по борьбе 1990, весовая категория до 57 кг. (победил на туше олимпийского чемпиона и двукратного чемпиона Европы Шабана Трстену[1]);
- Чемпион США 1990 года, весовая категория до 57 кг.[2][3];
- Чемпион "Большой восьмёрки" или Big 8 Conference 1986 года, весовая категория до 48 кг.[4] (Big 8 Conference - турнир между 8 университетами США, где качественно преподавали и развивали борьбу вольного стиля, в дальнейшем трансформировался в Big 12 Conference);
- Чемпион мира среди молодёжи 1983 года, весовая категория до 56 кг.[5].

Тренировался под руководством Дэна Гейбла. Работает молодёжным тренером.